# LocoRoco
LocoRoco (ロコロコ Rokoroko) er et japansk puzzlespil til PlayStation Portable som blev udgivet i 2006, og er udviklet og udgivet af Sony Computer Entertainment. Efterfølgeren LocoRoco 2 udkom i 2008.

## Historie
Væsnerne kendt som LocoRoco'erne lever dejligt og fredeligt på deres planet, indtil de onde Mojaer kommer og vil spise dem.

## Gameplay
Spilleren har aldrig direkte kontrol over sin LocoRoco, men får i stedet LocoRoco'en til at trille og hoppe, ved at tippe og ryste banen med skulderknapperne. I løbet af spillet vil LocoRoco'en støde på magiske hindbær, som får LocoRoco'en til at vokse. Spilleren kan derefter bruge Cirkelknappen til at fremkalde tordenvejr og jordskælv på banen, der henholdsvis får LocoRoco'en til at dele sig i flere små LocoRoco'er eller samle sig i én stor. Det maksimale antal Loco Roco'er der kan fås på en bane er 20.

### Mål
Målet er at komme igennem banen til mål, helst med alle LocoRoco'er i behold. I løbet af banen samler spilleren fluer sammen, som er spillets form fo penge. Fluerne bruges til minispil, hvor man vinder nye ting til sit Loco Hus.

### Fjender
- Mojaerne er hovedfjenden. De flyver rundt og vil forsøge at æde en af LocoRoco'erne af den store LocoRoco. Hvis Moja'en har den i munden i for lang tid bliver LocoRoco'en spist.
- Muldvarpe-monsterne hiver en af LocoRoco'erne ned i jorden hvis spilleren ikke får dræbt den før det er for sent.
- Toke er torne, hvis man bliver ramt af en af dem mister man 2 LocoRoco'er og skal skynde sig at samle dem op før det er for sent. Dem kan man ikke dræbe.

De fleste fjender kan dræbes ved at hoppe ind i dem.

### Minispil
- Mui Mui Kran er en form for gavekran, hvor man skal samle ting op ved hjælp af en klo. Afhængig af tingenes form og bevægelighed er falder sandsynligheden for at få dem i mål.
- Chuppa Chuppa Golf er et forsimplet affyringsspil, hvor spilleren ved hjælp af Chuppa Chuppa væsnerne skal sende en LocoRoco igennem en bane med mange forhindringer. Spilleren udgår disse forhindringer, ved at regulere affyringstyrken på Chuppa Chuppa's pust.
- Loco Huset er et yderst åbent minispil hvor at man ved hjælp af de ting man har fundet og vundet skal transportere LocoRoco'erne hen til en gave et tilfældigt sted i eller udenfor huset. I gaverne er der flere ting som man kan bruge til at vinde flere ting. Man kan også bruge dem til at  lave sin egen bane.
- Loco Editor er endnu et åbent minispil, i stil med Loco Huset, hvor spilleren, på et begrænset område, kan bygge sin egen bane med de vundne ting fra de andre minispil.

## Priser
LocoRoco har vundet 2 BAFTA priser.

## Fodnoter
1. 1 2  "LocoRoco game credits". MobyGames. Hentet 10. oktober 2006.